# Watsonalla ochreipennis
Watsonalla ochreipennis är en fjärilsart som beskrevs av George Francis Hampson 1892. Watsonalla ochreipennis ingår i släktet Watsonalla och familjen sikelvingar. Inga underarter finns listade i Catalogue of Life.